# Црква Светог Јована Богослова у Тесовишту
Црква Светог Јована Богослова у Тесовишту, насељеном месту на територији града Врања, православни је храм који припада Епархији врањској Српске православне цркве.
Црква посвећена Светом Јовану Богослову подигнута је 1871. године, на месту старије цркве, порушене у турско време, кад и старо село. Наиме, Тесовиште је имало свој стари српски град-тврђаву на месту Остри Чукар, на коме је било остатака зидина и старог гробља. .

Црква је освећена 8. маја 1872. године од стране архимандрита Данила, о чему сведочи натпис изнад јужног портала цркве: 
Храм Св. Јована Богослова подигнут 8. маја 1871. и освећен 8. маја 1872. руком архимандрита Данила.
Уз западни зид цркве налази се звоник, саграђен 1972. године.
Живопис у цркви постоји само на северном зиду, на коме се налазе насликани Свети мученик Трифун и Преподобни Симеон Столпник, са потписом уметника Зографа Зафира, из 1871. године. Иконостас има 39 икона.
Благословом Епископа врањског Пахомија, а трудом надлежног пароха, Црквеног одбора и мештана овог села, црква је обновљена 2004. године, а извршено је и партерно уређење порте.